# Charmion ficulnea
Charmion ficulnea är en fjärilsart som beskrevs av William Chapman Hewitson 1868. Charmion ficulnea ingår i släktet Charmion och familjen tjockhuvuden. Inga underarter finns listade i Catalogue of Life.